# Château de Cornod
Le château de Cornod est un château situé dans la commune de Cornod, dans le Jura.

## Protection
Le château est inscrit au titre des monuments historiques depuis 2007.